# Eleccions legislatives xipriotes de 1985
Les Eleccions legislatives xipriotes de 1985 es van celebrar a Xipre el 8 de desembre de 1985. El nombre de diputats a escollir va augmentar de 35 a 56. El socialdemòcrata Vassos Lyssarides fou elegit president de la Cambra de Representants de Xipre.
Resum dels resultats electorals de 8 de desembre de 1985 a la Cambra de Representants de Xipre
|                        | Reagrupament Democràtic Dimokratikos Sinagermos                                                | 107.223 | 33,56 | 19 | +7 |
|                        | Partit Democràtic Dimokratikon Komma                                                           | 88.322  | 27,65 | 16 | +8 |
|                        | Partit Progressista del Poble Treballador Anorthotikon Komma Ergazemenou Laou                  | 87.628  | 27,43 | 15 | +3 |
|                        | Moviment per la Socialdemocràcia-EDEK Kinima Sosialdimokraton Eniaia Dimokratiki Enosi Kentrou | 35.371  | 11,07 | 6  | +3 |
|                        | Independents                                                                                   | 923     | 0,29  | 0  |    |
|                        | Total (participació %)                                                                         | 327.820 | 100.0 | 56 |    |
| Font: diaris xipriotes |                                                                                                |         |       |    |    |